# Hermann Kastner
Pour les articles homonymes, voir Kastner.
Hermann Kastner, né le 25 octobre 1886 à Berlin et mort le 4 septembre 1957 à Munich,, est un juriste, homme politique et espion allemand.

## Biographie
Après des études de Droit, il devient enseignant en Droit administratif et constitutionnel à la Fürst-Leopold-Akademie dans la principauté de Lippe en 1917. En 1918, il devient membre du Parti démocrate allemand (un parti politique social-libéral). Il devient président de la branche locale du parti en Saxe-orientale, et est député au parlement de Saxe de 1922 jusqu'à l'abrogation des institutions démocratiques en 1933. Durant l'époque du nazisme (1933-1945) il est « lié aux mouvements de résistance » et est emprisonné à plusieurs reprises par la Gestapo. En 1945, lorsque l'est de l'Allemagne est libéré par l'Armée rouge soviétique, il est cofondateur du Parti libéral-démocrate (LDP), président de la branche du parti en Saxe, et vice-président du parlement de Saxe. En 1946, il devient vice-Premier ministre et ministre de la Justice de Saxe. En 1947, il est vice-président du LDP. En 1949, Karl Hamann et lui deviennent conjointement chefs du parti. Le LDP prend part à la mise en place des fondements de la République démocratique allemande, de sa Constitution et de ses institutions,.

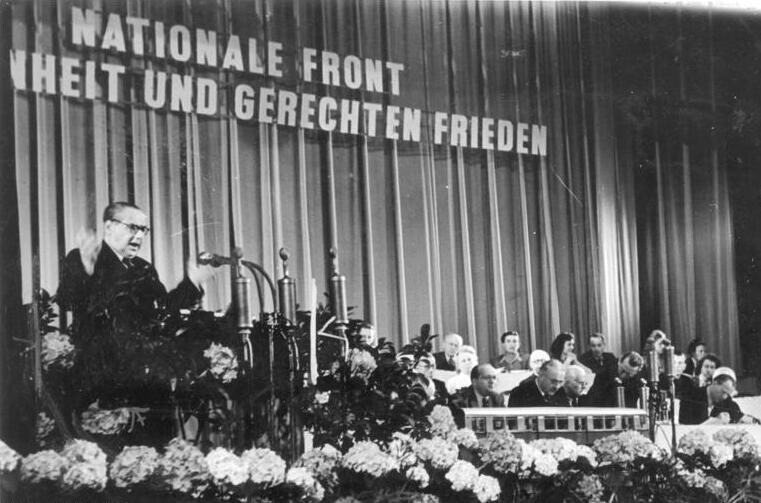
Hermann Kastner lors du troisième Congrès du peuple allemand à l'Admiralspalast à Berlin en 1949.

En 1948, alors qu'il espère encore la création d'un État démocratique et libéral, il commence à travailler pour les services secrets américains, devenant quelques années plus tard membre de l'Organisation Gehlen, organisme établi par les autorités d'occupation américaines dans l'ouest de l'Allemagne. Grâce à sa proximité avec les autorités communistes, il commence dès 1948 à livrer aux Américains « des informations détaillées sur l'élite communiste est-allemande ainsi que sur des officiels de haut niveau de l'Union soviétique ». En 1949, avec la proclamation de la République démocratique allemande (Allemagne de l'Est), il devient vice-président du nouvel État, dans le cadre d'un gouvernement de coalition dirigé par les communistes du Parti socialiste unifié (SED). En 1950, toutefois, il est limogé de son poste au gouvernement, ainsi que de la direction du LDP, pour s'être opposé à la poursuite de listes électorales d'unité nationale, où les différents partis politiques se voient attribuer par avance un quota de sièges au Parlement plutôt que de présenter aux électeurs un choix entre différents partis. Il est exclu du LDP,.
Rapidement réhabilité, il n'occupe toutefois plus le devant de la scène politique. Avec l'appui de Vladimir Semyonov, conseiller politique aux autorités militaires soviétiques en Allemagne de l'Est, il espère profiter du soulèvement populaire de juin 1953 pour forger un État allemand unifié, dont il prendrait la tête. L'insurrection ayant abouti à un échec, il s'enfuit en Allemagne de l'Ouest en septembre 1956, exfiltré avec l'aide de Reinhard Gehlen. Installé à Munich, il y travaille pour le Service fédéral de renseignement, les services de renseignement ouest-allemands issus de la Gehlen Organization et coopérant toujours avec les Américains. Il décède un an plus tard, d'une crise cardiaque,.